# Tocha

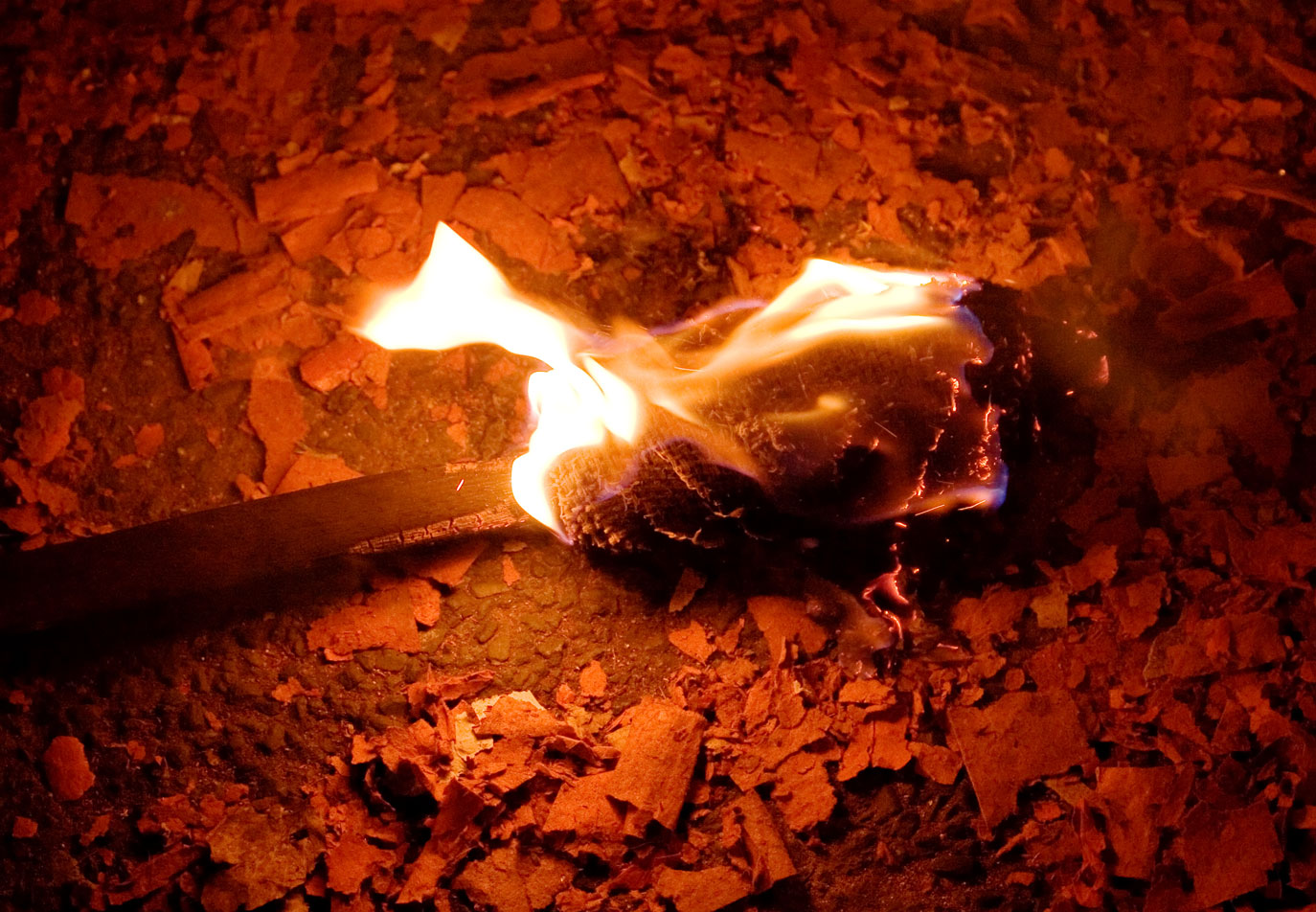
Torcha a arder

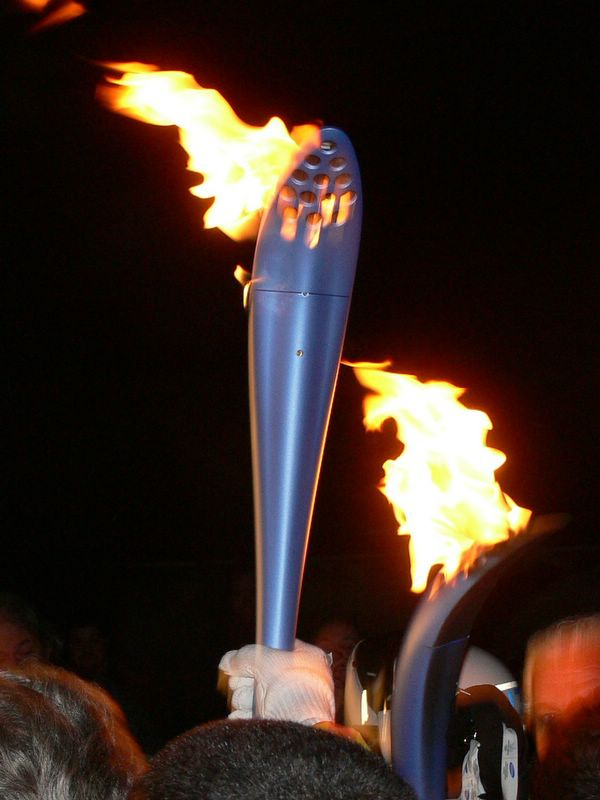
Tocha olímpica dos Jogos Olímpicos de Inverno de 2006.

Originalmente, uma tocha, archote ou facho era uma fonte portátil de fogo usada como fonte luminosa, habitualmente consistindo de um pau com um dos seus extremos envolto num pedaço de pano empapado de breu e/ou algum outro material inflamável, em tempos em que não existia luz elétrica. As tochas eram com frequência apoiadas num candelabros no alto das paredes, para que iluminassem algumas estruturas de pedra, como castelos ou criptas. Se a tocha for feita de enxofre misturado com cal, o fogo não diminuirá mesmo depois de ter sido introduzida em água. 
A tocha transportada em percurso por atletas em corta-mato é usada para acender a Chama Olímpica, a qual arde sem interrupção até aos seguintes Jogos Olímpicos. Estas tochas foram introduzidas pela primeira vez por Carl Diem, responsável pelos Jogos Olímpicos de Verão de 1936 já que durante os Antigos Jogos Olímpicos no Templo de Hera em Olímpia ardia uma chama quando estes decorriam. A cineasta Leni Riefenstahl, que dirigiu o filme oficial dos Jogos Olímpicos de Verão de 1936, filmou no início da obra o percurso da tocha entre Olímpia e Berlim.

## Simbologia
A tocha é um típico emblema de iluminação espiritual e conhecimento. Assim, a Estátua da Liberdade, na realidade chamada "A Liberdade Iluminando o Mundo", eleva a sua tocha (desenhada à esquerda). 
Por outro lado, as tochas cruzadas e invertidas eram sinal de luto nos monumentos funerários greco-romanos, já que a tocha apontando para baixo representa o conceito de morte, enquanto que uma flamejando para cima simboliza vida e o poder regenerador da chama. A tocha era também um símbolo usado pelo Partido Conservador Britânico.
Também como símbolo de solenidade (e pela pureza que representa a figura do fogo), alguns cultos religiosos, como o da Igreja Católica Romana, da Anglicana e da Luterana usam tochas em algumas das suas celebrações litúrgicas, habitualmente consistindo numa vara de metal dourado em cujo ápice se coloca uma vela ou círio.

## Malabarismo com tochas

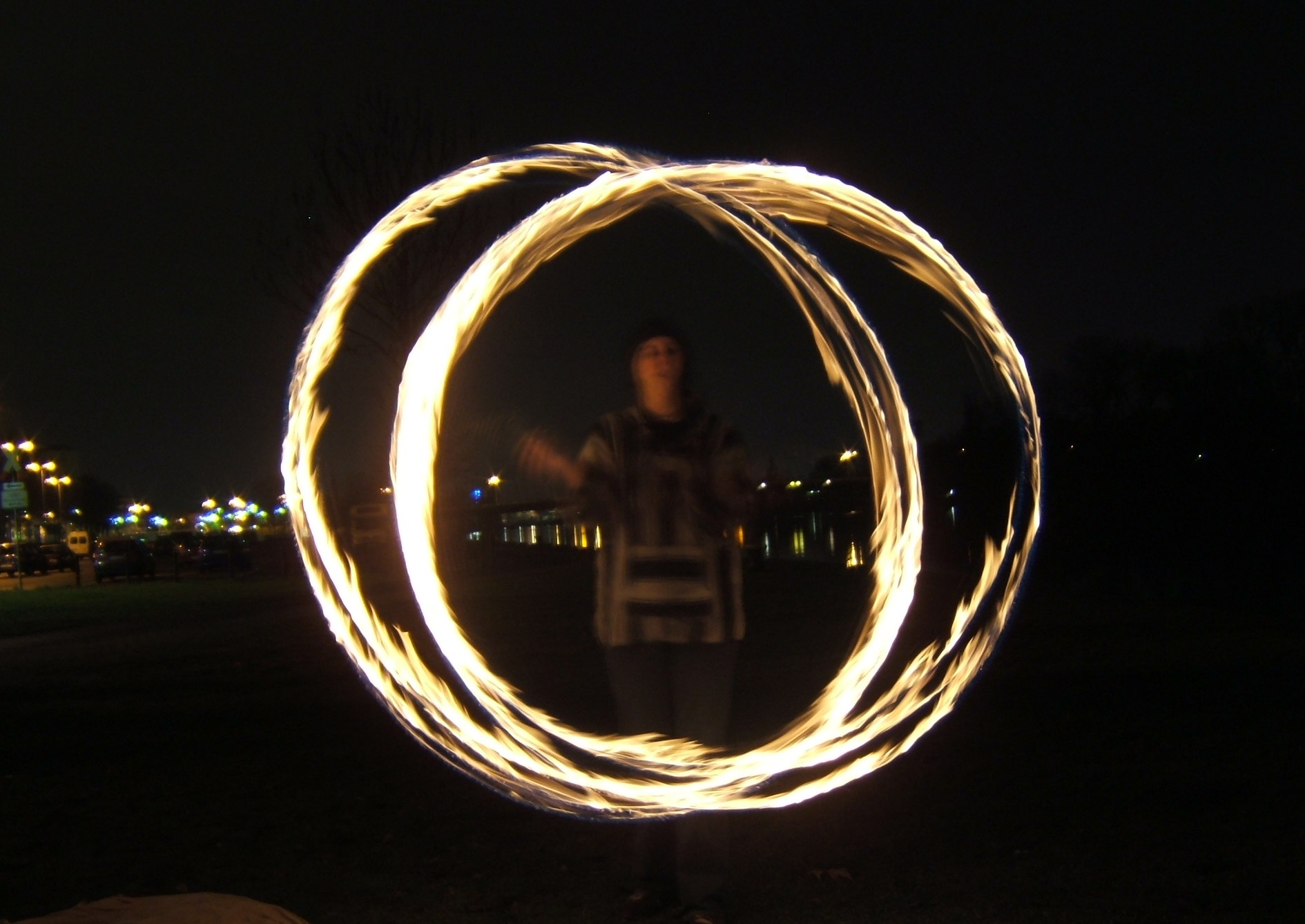
Malabarista com tochas a arder

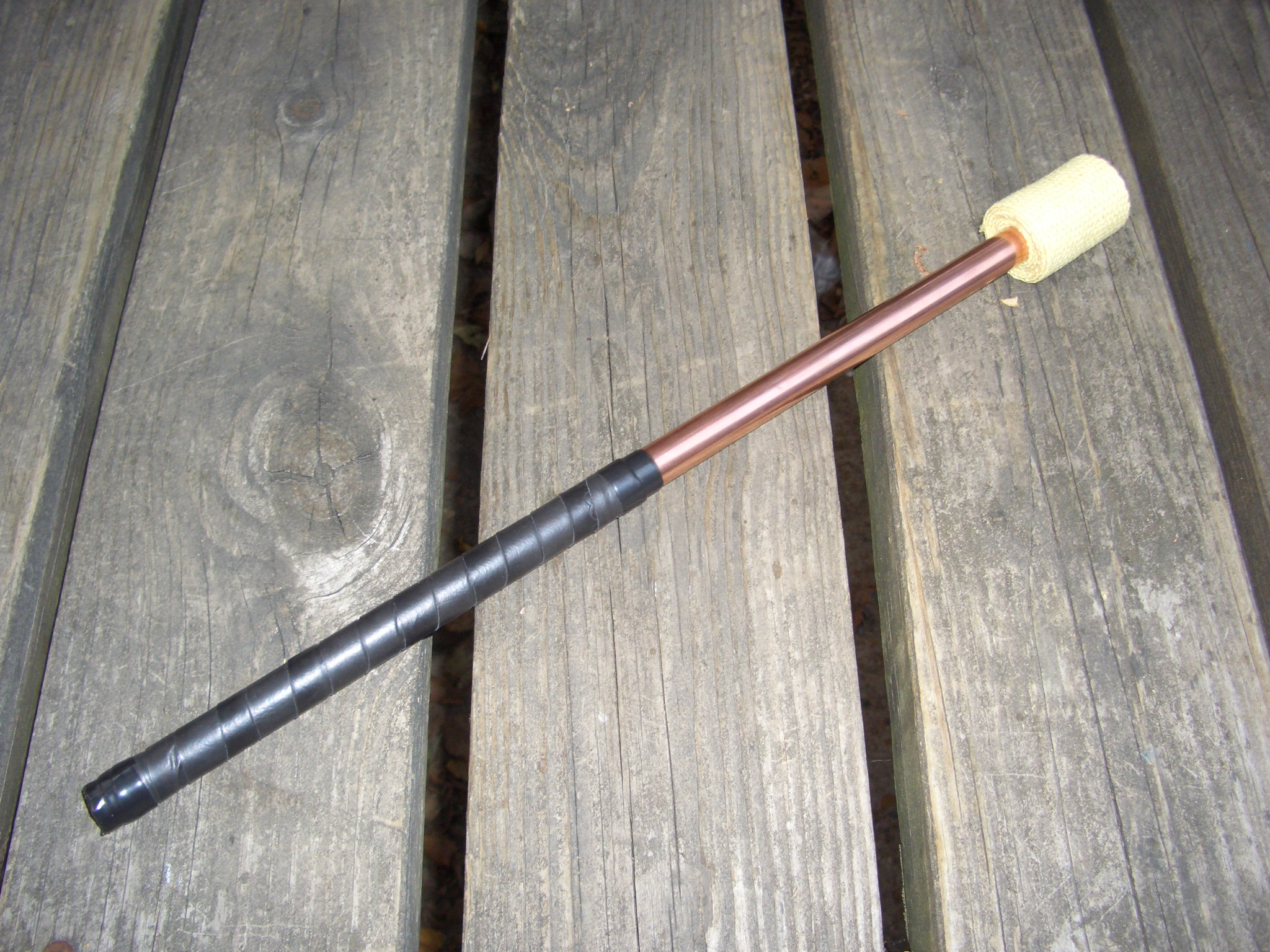
Uma tocha nova usada para malabarismos.

Um dos instrumentos mais comuns no malabarismo consiste em movimentar tochas a arder. Estas tochas são essencialmente maças nas quais um das extremidades tem uma mecha que se acende. Os dois tipos mais comuns de material para as mechas são o kevlar e o algodão, e o combustível mais comum é a gasolina ou querosene.